# Franz Albert Seyn
Franz Albert Seyn (en rus: Францъ Альбертъ Зейнъ) (27 de juliol de 1862 – estiu de 1918) fou un general de l'Imperi Rus que exercí de Governador General de Finlàndia entre el 24 de novembre de 1909 i el 16 de març de 1917.
Abans d'esdevenir Governador General, en Seyn havia format part de la plana major del districte militar de Finlàndia, i ajudant del Governador General. Va contribuir a la russificació de Finlàndia seguint els passos del seu predecessor Nikolai Bobrikov, assassinat el 1904. Sota el seu mandat l'autonomia finesa es va anar limitant cada cop més, i mercès a les lleis aprovades el 1908 i 1910 per la Duma, el Governador va obtenir dret a legislar sobre el Gran Ducat de Finlàndia, per damunt de la Dieta de Finlàndia.
Després de la Revolució de Febrer de 1917 el Govern Provisional Rus va arrestar en Seyn el 16 de març de 1917 i el va portar a Petrograd, on probablement fou assassinat l'any següent.